# Moskovșciîna, Mlîniv
Moskovșciîna (în ucraineană Московщина) este un sat în comuna Puhacivka din raionul Mlîniv, regiunea Rivne, Ucraina.

## Demografie
Componența lingvistică a localității Moskovșciîna
     Ucraineană (100%)
Conform recensământului din 2001, toată populația localității Moskovșciîna era vorbitoare de ucraineană (100%).